# 조무제
조무제(趙武濟, 1941년 ~)는 대한민국의 대법관을 역임한 법조인이다.

## 생애
1941년 경상남도 하동군 옥종면 월횡리에서 농사를 짓는 집안에서 3남2녀의 막내로 태어난 조무제는 진주사범학교 병설 중학교와 진주사범학교를 졸업하고 1961년 동신초등학교에서 교사로 임용되면서 동아대학교 국문과 야간과정에 입학했으나 박정희에 의한 군사정변이 일어나고 "군복무를 마치지 않으면 초등학교 교사가 될 수 없다"는 규정에 따라 군복무를 위해 신체검사를 받았지만 불합격 판정을 받고 교사를 그만두게 되면서 동아대학교 주간부로 옮겼다. 동아대학교 법과대학에서 수석을 하던 조무제는 3학년때 사법시험 1차시험에 합격하고 4학년때인 1964년에 2차시험에 합격하여 최종적으로 22명을 선발한 1965년 제4회 사법시험에 합격하였다. 1967년부터 공군 법무관으로 군복무를 마치고 1970년에 부산지방법원 판사에 임용되어 1978년 대구고등법원 판사를 거쳐 1984년 부산지방법원 부장판사가 되어 재판장으로서 재판을 지휘하였다. 부산고등법원 부장판사로 재직하던 1993년 문민정부 출범과 함께 공직자 재산공개를 시행하면서 조무제는 신고 대상 고위법관 103명 중 가장 적은 82m2형(25평) 아파트 한 채와 부인 명의 예금 1075만원 등 6434만원을 신고하여 청념의 표상인 딸깍발이 판사라는 별명을 얻었다. 1994년 7월 창원지방법원장 1997년 2월 부산지방법원장을 역임하였으며 사상 최초로 선거에 의하여 수평적 정권교체가 이루어진 1998년 8월 김대중 대통령에 의하여 6년 임기의 대법관에 임명되었다. 이때 신고한 재산은 7000여만원이었으며 전세 보증금 2000만원짜리 원룸 오피스텔에서 대법원으로 출퇴근하였다. 법관으로 재직 중인 1967년에 서울대학교 사법대학원에서 법학석사, 1986년에 동아대 법학대학원에서 법학박사를 취득했던 조무제는 후배 판사들에게 "법관은 고독을 두려워해서는 안 된다. 법관은 깊이 있는 사색과 흔들리지 않는 자세와 보편적인 상식을 가져야 한다."고 말하면서 대법관 임기를 마쳤고 이후 유명 법무법인으로부터 수십억원의 영입 제안을 받았으나 "후배 법관에게 부담이 될 수 있다"며 고사하고 모교인 동아대학교 법과대 법학부에서 석좌교수에 임명되어 동아대 법과전문대학원에서 ‘법과대학 생활의 목표와 실천’이라는 제목으로 첫 수업을 하면서 "법관 생활을 하면서 재물의 유혹을 받은 적이 있느냐"는 학생의 질문에 "있다 없다라고 사례를 공개하는 것은 적절치 않다. 법관이 사건과 관련해 유혹을 당하는 일은 어느 나라에나 있는 일이다. 우리나라 법관의 청렴도도 다른 나라 법조인 못지않게 높다. 질문에 대한 대답은 여러분의 상상에 맡기겠다."고 답했다.
2009년 4월에는 4년 임기의 부산법원조정센터 상임조정위원장을 마치고 2014년 5월까지 1년 남짓 부산법원조정센터 상임조정위원을 끝으로 법원 근무를 은퇴했다.
조무제는 1994년 창원지방법원장으로 승진할 때 어쩔 수 없이 받은 전별금으로 책을 사서 부산고등법원 도서관에 익명으로 기부했으며 모교인 동아대학교 후배 학생을 돕기 위해 1993년 100만원을 시작으로 20여년간 8000만원이 넘는 발전기금을 냈지만 대법관 재직때 비서관을 두지 않고 관용차를 사용하지 않음은 물론 조정위원으로 재직할 때는 스스로 수당을 삭감하여 다른 사람보다 1/2 정도 적은 수당을 받았다.

## 수상
- 2004년 청조근정훈장
- 2005 제1회 영산법률문화상[6]
- 2015년 제46회 한국법률문화상